# 1. World Scout Jamboree 1920
Das 1. World Scout Jamboree (Weltpfadfindertreffen) wurde zwischen dem 30. Juli und 8. August 1920 abgehalten. Gastgeber war das Vereinigte Königreich im Olympia in London. 
8000 Pfadfinder aus 34 Ländern nahmen an dem Event teil, das in einem glasüberdachten Gebäude auf einer Fläche von rund 24.000 m² stattfand. Bei diesem Event wurde Robert Baden-Powell, der Gründer der Pfadfinderbewegung, zum Chief Scout of the World, also dem weltweiten Anführer der Bewegung, erklärt. Der Sekretär der Bewegung wurde A. G. Wade.

## Olympia und Camping
Die Olympia-Arena wurde mit einer 30 cm tiefen Schicht Erde bedeckt, die es den Pfadfindern erlaubte, in der Halle Zelte aufzubauen. Trotzdem mussten rund 5000 der Teilnehmer im Old Deer Park im nahe gelegenen Richmond untergebracht werden. Die Teilnehmer mussten also immer wieder zur Halle fahren, um an den dort angebotenen Aktivitäten teilzunehmen. Als eines Nachts die Themse den Lagerplatz überflutete, musste ein Teil der Gäste evakuiert werden.

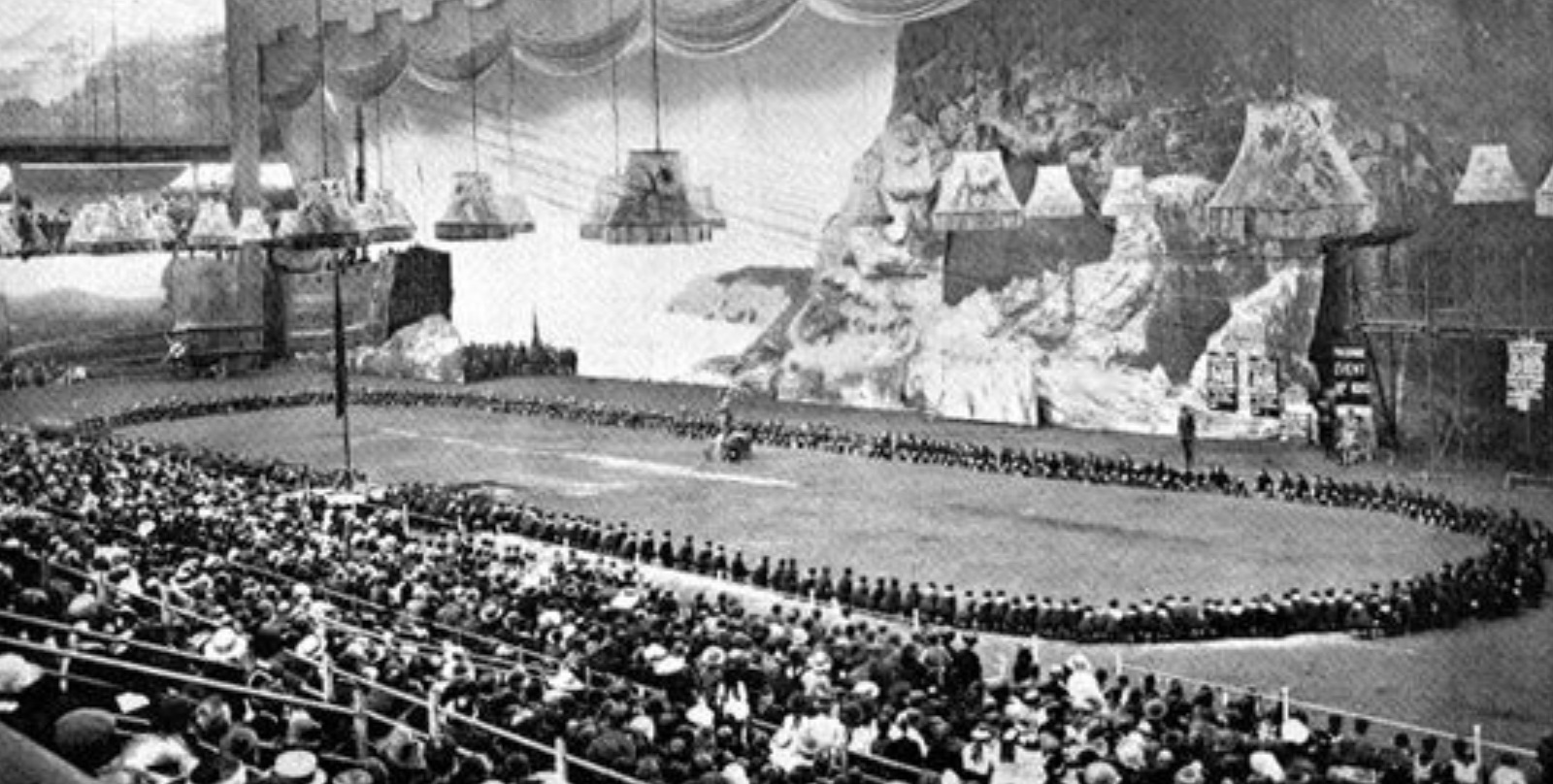
500 Wölflinge führen einen Grand Howl in der Arena auf

Während des Jamborees wurden in der Halle zahlreiche Wettbewerbe, Festzüge und Ausstellungen veranstaltet.

## Chief Scout of the World
Um Baden-Powell, als Gründer der Bewegung, zu ehren, schlug James E. West, der Chief Scout Executive der amerikanischen Boy Scouts, vor, ihm den Titel „Great Indian Chief“ zu verleihen.
Während der Zeremonie, bei der der Titel vergeben werden sollte, rief einer der jungen Pfadfinder „Long live the Chief Scout of the World“, was daraufhin der offizielle Titel Baden-Powells innerhalb der Pfadfinderbewegung wurde. Baden-Powell behielt diesen Titel bis zu seinem Tod.
Kein anderer Pfadfinder trug diesen Titel nach Baden-Powell, da er nicht durch einen nationalen Regierungschef verliehen werden kann.

## Teilnehmer
Aus den folgenden Ländern waren Pfadfinder auf dem Jamboree vertreten:
- Australien
- Belgien
- Ceylon
- Chile
- Republik China
- Dänemark
- England
- Estland
- Frankreich
- Gibraltar
- Griechenland
- Indien
- Irische Republik
- Königreich Italien
- Jamaika
- Japan
- Jugoslawien
- Luxemburg
- Malaya
- Malta
- Niederlande
- Neuseeland
- Norwegen
- Portugal
- Rumänien
- Schottland
- Schweden
- Schweiz
- Siam
- Südafrikanische Union
- Tschechoslowakei
- Vereinigte Staaten
- Wales

## Ausstellungen
Etliche wilde Tiere wurden im Rahmen des Jamborees ausgestellt:
- ein Alligator aus Florida
- ein Baby-Krokodil aus Jamaika
- eine Löwin aus Rhodesien
- Affen aus Südafrika
- ein Baby-Elefant
- ein Kamel

## Offizielles Abzeichen
Für das erste Jamboree wurde kein Abzeichen erstellt, das erste wurde erst für das 2. World Scout Jamboree 1924 erstellt. Später wurde ein Abzeichen veröffentlicht, um das Set der Erinnerungsabzeichen zu vervollständigen.